# Öster-Lövsjön
Öster-Lövsjön är en sjö i Sundsvalls kommun i Medelpad och ingår i Selångersåns huvudavrinningsområde. Sjön har en area på 0,155 kvadratkilometer och ligger 234 meter över havet.

## Delavrinningsområde
Öster-Lövsjön ingår i det delavrinningsområde (692906-156069) som SMHI kallar för Utloppet av Väster-Lövsjön. Medelhöjden är 258 meter över havet och ytan är 8,65 kvadratkilometer. Det finns inga avrinningsområden uppströms utan avrinningsområdet är högsta punkten. Vattendraget som avvattnar avrinningsområdet har biflödesordning 2, vilket innebär att vattnet flödar genom totalt 2 vattendrag innan det når havet efter 36 kilometer. Avrinningsområdet består mestadels av skog (84 procent). Avrinningsområdet har 0,65 kvadratkilometer vattenytor vilket ger det en sjöprocent på 7,5 procent.